# Era47
Era47 (styl. ERA47) – album studyjny polskiego rapera Okiego. Został wydany 7 czerwca 2024 roku przez wytwórnię 2020 a dystrybuowany przez Universal Music Polska. Uzyskał potrójnie certyfikat platynowej płyty w Polsce. Ponadto już w pre-orderze płyta otrzymała ten sam status, w wyniku czego artysta nagrał ukrytą piosenkę „Platyna w preorderze freestyle”, która została udostępniona nielegalnie.
Na płycie udzielili się znani raperzy tacy jak: Bedoes, Sobel czy Young Igi.

## We Are Era47 Tour
24 kwietnia 2024 roku Oki potwierdził trasę koncertową promującą album, We Are Era 47 Tour. Ostatni koncert odbył się 19 grudnia w tym samym roku, gdzie dodatkowo pojawili się gościnnie m.in. Sobel, Kizo, Bambi, Young Leosia, Mata, Young Igi, Otsochodzi i Taco Hemingway.
14 kwietnia 2025 roku raper potwierdził dodatkowy, ostateczny koncert w scenicznej formule 360 stopni, wieńczący najważniejszy do tej pory jego etap kariery muzycznej, który odbędzie się 30 sierpnia tego samego roku we Wrocławiu w Hali Stulecia. Ponadto będzie to pierwszy w historii polski koncert rapowy w takiej formule.

### Lista koncertów
| Data              | Miejscowość | Państwo | Obiekt                       |
| ----------------- | ----------- | ------- | ---------------------------- |
| 22 listopada 2024 | Gdańsk      | Polska  | Ergo Arena                   |
| 24 listopada 2024 | Poznań      | Polska  | MTP 5                        |
| 29 listopada 2024 | Katowice    | Polska  | MCK                          |
| 30 listopada 2024 | Wrocław     | Polska  | Hala Stulecia                |
| 5 grudnia 2024    | Warszawa    | Polska  | COS Torwar                   |
| 12 grudnia 2024   | Szczecin    | Polska  | Netto Arena                  |
| 19 grudnia 2024   | Kraków      | Polska  | Tauron Arena                 |
| 30 sierpnia 2025  | Wrocław     | Polska  | Hala Stulecia (formula 360°) |

## Lista utworów
1. „Woda sodowa”
2. „Niewolnik”
3. „Certified Lover” (gościnnie: Bedoes)
4. „Sprzedałem się”
5. „Puk Puk Puk”
6. „Jeremy Sochan (skit)”
7. „Jeremy Sochan”
8. „Życie to za mało”
9. „Ile lat?” (gościnnie: Sobel)
10. „Jesteśmy za młodzi” (gościnnie: Oskar83)
11. „Na zawsze małolat”
12. „Od zera” (gościnnie: Blaki Selektah)
13. „Jeśli chciałbyś to możesz wpaść”
14. „Wrak”
15. „Serotonina”
16. „Quad Studio Freestyle”
17. „Kaucja”
18. „Ok Ok Ok”
19. „Dom” (gościnnie: Young Igi)
20. „Agent47”

## Notowania

### Pozycje tygodniowe
| Kraj   | Lista                    | Najwyższa pozycja |
| Polska | OLiS – albumy            | 16                |
| Polska | OLiS – albumy w streamie | 16                |
| Polska | OLiS – albumy fizyczne   | 84                |

## Certyfikaty i sprzedaż
| Kraj          | Certyfikat      | Sprzedaż |
| ------------- | --------------- | -------- |
| Polska (ZPAV) | platynowa płyta | 90 000+  |